# Совгиря Ольга Володимирівна
Ольга Володимирівна Совгиря (нар. 6 серпня 1980, Київ) — український юрист, політик. Народний депутат IX скликання. Постійний представник Верховної Ради України в Конституційному Суді України (2019—2022). Член Конституційного Суду України (з 2 серпня 2022 року).

## Життєпис
Закінчила юридичний факультет Київського національного університету імені Шевченка. Доктор юридичних наук, професор. Професор кафедри конституційного права юридичного факультету КНУ імені Шевченка.
Совгиря є автором понад 170 наукових праць. Фахівець із конституційного права.
У 2010 році, після звернення народних депутатів і третього Президента України Віктора Ющенка щодо розтлумачення норм Конституції щодо обмеження термінів розміщення іноземних військових баз, Конституційний Суд запросив науковий висновок. Його надала Ольга Совгиря. У висновку зазначалось, що це питання «не повинно розглядатися Конституційним Судом (...) оскільки здійснення тлумачення (...) в даному випадку, неможливе та може призвести до втручання Конституційного Суду України у політичні питання».
2019 року обрана народним депутатом від провладної партії «Слуга народу».
Заступник голови Комітету Верховної Ради з питань правової політики, голова підкомітету з питань політичної реформи та конституційного права.
Співголова групи з міжпарламентських зв'язків з Аргентиною.
16 жовтня 2019 року призначена постійним представником Верховної Ради України в Конституційному суді України.
27 липня 2022 року Верховною Радою України призначена суддею Конституційного суду України, після чого склала повноваження народного депутата.
2 серпня 2022 року на урочистому засіданні Конституційного Суду офіційно склала присягу судді, отримала посвідчення, нагрудний знак та суддівську мантію.

## Наукові ступені
- Кандидат юридичних наук (2005)
- Доктор юридичних наук (2013)

### Наукові публікації
- Совгиря О. В. (перелік публікацій)// Сайт Національної бібліотеки ім. В.Вернадського, Процитовано 27 липня 2022 року